# Donn Tatum
Donn Benjamin Tatum (* 9. Januar 1913 in Los Angeles; † 31. Mai 1993 ebenda) war von 1968 bis 1972 Präsident, von 1971 bis 1976 CEO und von 1971 bis 1980 Chairman of the Board der Walt Disney Company. Er war der Erste in dieser Position, der nicht zur Disney-Familie gehörte. 